# Selim Amallah
Selim Amallah (* 15. November 1996 in Saint-Ghislain, Belgien) ist ein marokkanisch-belgischer Fußballspieler.

## Karriere
Nachdem Amallah in den Jugendmannschaften des RSC Anderlecht und von RAEC Mons gespielt hatte, begann seine Profi-Laufbahn im Sommer 2015 bei Royal Excel Mouscron. Es kam aber nur zu wenigen wirklichen Spieleinsätzen.
In der folgenden Saison sammelte er Spielpraxis bei AFC Tubize in der zweiten Division, kehrte aber im Sommer 2017 zu Royal Excel Mouscron zurück. Zur Saison 2019/20 wechselt Amallah zu Standard Lüttich. In der Saison 2020/21 bestritt er 27 von 40 möglichen Spielen für Standard, in denen er zehn Tore schoss, sowie sechs Europapokal-Spiele mit vier Toren und drei Pokalspiele mit einem Tor für Standard. In der nächsten Saison waren es 19 von 34 möglichen Ligaspielen mit drei Toren und ein Pokalspiel.
In der Saison 2022/23 stand er bei 9 von 23 möglichen Ligaspielen auf dem Platz, in denen vier Tore schoss. Ende September 2022 wurde Amallah vom Verein suspendiert. Der Verein gab dafür keine Begründung an. Die Sportpresse vermutete, dass dies eine Reaktion auf Amallahs Weigerung war, seinen zum Ende der Saison 2022/23 auslaufenden Vertrag zu verlängern.
Er wechselte Ende Januar 2023 zum Ende des Wintertransferfensters zum spanischen Erstligisten Real Valladolid, bei dem er einen Vertrag bis zum Ende der Saison 2026/27 abschloss. Im Rest der Saison bestritt er 7 von 19 möglichen Ligaspielen für Valladolid, bei denen er zwei Tore schoss. Ab Ende April 2023 fiel er bis Saisonende wegen eines Schulterbruches aus. Real Valladolid beendete die Saison auf dem 18. Tabellenplatz und stieg in die zweite Liga ab. Daraufhin wechselte Amallah für die Saison 2023/24 per Leihe zum FC Valencia. In der folgenden Saison 2023/24 bestritt er mit der Mannschaft 20 Ligaspiele, wobei er zumeist als Einwechselspieler zum Einsatz kam. Der FC Valencia machte von der zuvor vereinbarten Kaufoption anschließend keinen Gebrauch, woraufhin Amallah im Sommer 2024 wieder nach Valladolid zurückkehrte, die zwischenzeitlich wieder zurück in die erste Liga aufgestiegen waren.

## Nationalmannschaft
Sein erstes Länderspiel für Marokko hatte Amallah am 15. November 2019 im Rahmen eines Qualifikationsspieles zum Afrika-Cup. Bei der infolge der COVID-19-Pandemie erst 2022 ausgetragenen Endrunde stand er in allen fünf Spielen bis zum verlorenen Viertelfinale gegen Ägypten auf dem Platz. Bei der Weltmeisterschaft 2022 gehörte er zum marokkanischen Kader und wurde bei allen sieben Spielen eingesetzt. Die marokkanische Nationalmannschaft erreichte dort Platz vier.

## Auszeichnungen
- Lion Belge (für den besten Spieler nordafrikanischer Herkunft, der in Belgien spielt): 2020[5]